# Victor Chang

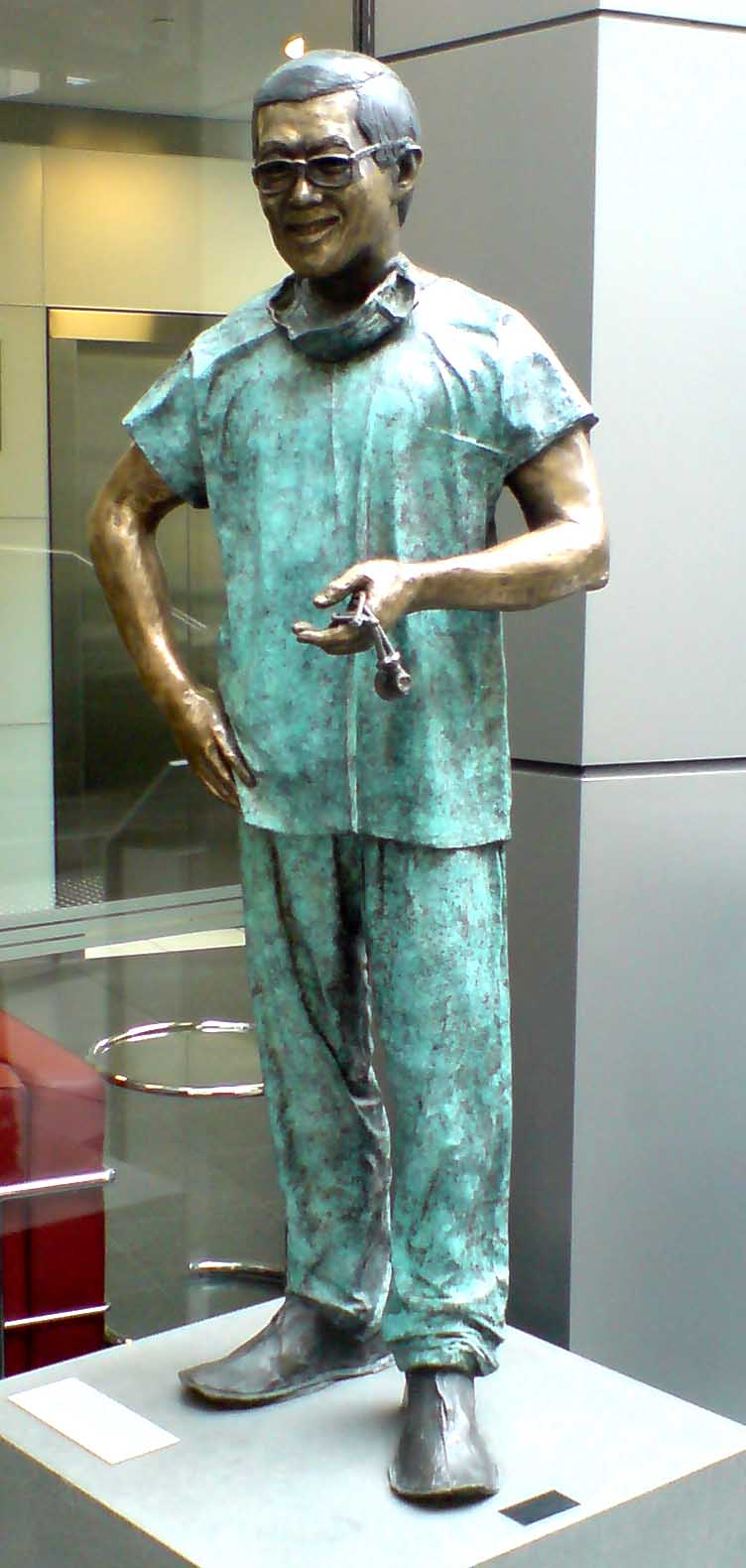
Lebensgroße Bronzestatue von Chang vor dem Victor Chang Cardiac Research Institute, Bildhauerin: Linda Klarfeld.

Victor Peter Chang (gebürtig Chang Yam Him, chinesisch 張任謙, Pinyin Zhāng Rènqiān; * 21. November 1936 in Shanghai, China; † 4. Juli 1991 in Sydney, Australien) war ein chinesischer Herzchirurg und ein Pionier der modernen Herztransplantation in Australien. Seine Ermordung im Jahr 1991 gilt als einer der berüchtigtsten Morde in der Geschichte Australiens. Chang erhielt ein Staatsbegräbnis, und im Jahr 1999 wurde er bei den People’s Choice Awards zum Australier des Jahrhunderts gewählt.
Nach Abschluss seines Medizinstudiums an der Universität Sydney und seiner Tätigkeit im dortigen St. Vincent’s Hospital absolvierte er eine Ausbildung zum Chirurgen in Großbritannien und den Vereinigten Staaten, bevor er nach Australien zurückkehrte. Im St. Vincent’s Hospital half er bei der Gründung der National Cardiac Transplant Unit, dem führenden Zentrum des Landes für Herz- und Lungentransplantationen. Changs Team hatte eine hohe Erfolgsquote bei Herztransplantationen, und er war Pionier bei der Entwicklung einer künstlichen Herzklappe. 1986 wurde er zum Companion der Order of Australia für seine „Dienste zur Förderung der internationalen Beziehungen zwischen Australien und China und zur medizinischen Wissenschaft“ ernannt.
Im Jahr 1991 wurde Chang von zwei jungen Männern bei einem gescheiterten Erpressungsversuch ermordet. Sein Vermächtnis umfasst die Gründung seiner eigenen Stiftung, der Victor Chang Foundation, die Gründung des Victor Chang Cardiac Research Institute und die Errichtung des Victor Chang Lowy Packer Gebäudes im St. Vincent’s Hospital.

## Frühes Leben und Bildung
Chang wurde in Shanghai als Sohn chinesisch-britischer, aber gebürtig australischer Eltern geboren. Er wuchs in Hongkong auf, wo er die Grundschule in Kowloon besuchte und zwei Jahre am St. Paul’s College verbrachte. Changs Vater Aubrey schickte ihn und seine jüngere Schwester 1951 nach Sydney, wo sie bei Verwandten leben konnten. Er besuchte die Belmore Boys’ High School und schloss seine Sekundarschulbildung an der Christian Brothers’ High School ab. Am 7. April 1948 starb Changs Mutter im Alter von 33 Jahren an Brustkrebs, was ihn im Alter von 12 Jahren dazu veranlasste, einen medizinischen Beruf in Betracht zu ziehen. Er studierte an der Universität Sydney, wo er 1962 einen Bachelor in medizinischer Wissenschaft mit Auszeichnung, einen Bachelor in Medizin und einen Bachelor in Chirurgie erwarb.

## Medizinische Karriere

### Medizinische Ausbildung
Nach Abschluss seiner medizinischen Ausbildung absolvierte Chang ein Praktikum im St. Vincent’s Hospital unter der Anleitung des Herzchirurgen Mark Shanahan, der ihn nach London schickte, um bei dem britischen Chirurgen Aubrey York Mason praktische Erfahrung zu sammeln.
Chang wurde 1966 Mitglied des Royal College of Surgeons und absolvierte eine Ausbildung in Herz-Thorax-Chirurgie am Royal Brompton Hospital. In London traf und heiratete er seine spätere Frau Ann.
Chang verbrachte zwei Jahre in den Vereinigten Staaten an der Mayo Clinic und wurde dort zum leitenden Assistenzarzt. 1972 kehrte er zum St. Vincent’s Hospital zurück, wo er als beratender Herz-Thorax-Chirurg tätig war. 1973 wurde er zum Mitglied des Royal Australasian College of Surgeons ernannt und 1975 zum Mitglied des American College of Surgeons.

### Karriere in der Herz-Thorax-Chirurgie
Im St. Vincent’s Hospital arbeitete Chang mit dem Chirurgen Harry Windsor zusammen, der 1968 Australiens erste Herztransplantation durchgeführt hatte. Mit dem Aufkommen von Medikamenten gegen Abstoßungsreaktionen im Jahr 1980 wurden Herztransplantationen realisierbarer, und Chang setzte sich dafür ein, die Mittel zu beschaffen, um ein Herztransplantationsprogramm im St. Vincent’s zu etablieren. Am 8. April 1984 führte ein von Chang geleitetes Ärzteteam eine Operation an der 14-jährigen Fiona Coote durch, die damit Australiens jüngste Herztransplantationspatientin wurde.
Zwischen 1984 und 1990 führte Changs Team über 197 Herztransplantationen und 14 Herz-Lungen-Transplantationen durch. Die Einheit hatte eine hohe Erfolgsquote, wobei 90 % der Patienten, die Transplantationen von der Einheit erhielten, das erste Jahr überlebten. Im Jahr 1986 wurde Victor Chang zum Companion des Order of Australia ernannt „in Anerkennung seiner Verdienste um die internationalen Beziehungen zwischen Australien und China und um die medizinische Wissenschaft“.
Besorgt über den Mangel an Organspendern leitete Chang die Zusammenstellung eines Teams aus Wissenschaftlern, Ingenieuren und Marketingfachleuten, um ein künstliches Herz zu entwickeln und kostengünstige Herzklappen herzustellen. Im Jahr 1980 traf er Frank Tamru, der als Marketing- und Verkaufsspezialist tätig war, während er für Shiley Laboratories in Singapur arbeitete. Zusammen mit den Ingenieuren Richard Martin und Brij Gupta gründete Chang mit Tamru die Pacific Biomedical Enterprises Ltd., die eine Einrichtung zur Entwicklung mechanischer und biologischer Herzklappen, genannt St. Vincent’s Heart Valves, in Guangzhou und Sydney einrichtete. Die Klappen wurden weit verbreitet eingesetzt.

## Tod
Am Morgen des 4. Juli 1991 wurde Chang bei einem gescheiterten Erpressungsversuch zweimal in den Kopf geschossen. Seine Leiche wurde neben seinem Mercedes-Benz 500 SL im Sydneyer Vorort Mosman gefunden. Zwei malaysische Männer, Chew Seng Liew und Choon Tee Lim, hatten Chang zufällig aus einem Magazin ausgewählt, das Asiaten zeigte, die in Australien erfolgreich wurden. Sie fuhren mit ihrem Toyota Corolla in Changs Fahrzeug und zwangen ihn so zum Anhalten. Nachdem sie sich mit Chang gestritten hatten, der sich weigerte, ihnen Geld zu geben, feuerte Liew die tödlichen Schüsse ab. Die Polizeiermittler vermuteten zunächst die Beteiligung von Triaden-Syndikaten, kamen aber später zu dem Schluss, dass der Mord ein Amateurakt war.
Im Gerichtsprozess bekannte sich Liew schuldig und wurde zu 26 Jahren Gefängnis mit einer Mindesthaftzeit von 20 Jahren verurteilt. Lim, der auf unschuldig plädierte und behauptete, er habe nicht gewusst, dass Liew eine Schusswaffe hatte, erhielt eine Mindest- bis Höchststrafe von 18 bis 24 Jahren. Ein weiterer Mann gab den Erpressungsplan einen Tag vor dem Mord auf. Er hatte zweimal erfolglos versucht, Chang festzuhalten, um ihn zur Zahlung von 3 Millionen Dollar zu zwingen. Diesem wurde für seine Aussage Immunität gewährt. Die Staatsanwaltschaft behauptete, der Plan sei gewesen, Chang zu entführen, ihn mit seiner Familie in seinem Haus zu fesseln und sie mit dem Erhängen zu bedrohen, um Chang dazu zu bringen, Geld von der Bank abzuheben. In seinem Urteil erklärte Oberster Richter John Slattery: „Es war ein absurder, unwahrscheinlicher Plan, der immer zum Scheitern verurteilt war“.
Chang erhielt ein Staatsbegräbnis und seine Asche wurde unter einer Gedenktafel im Green Park in Darlinghurst, gegenüber dem St. Vincent’s Hospital, beigesetzt.